# Karl Schultz-Köln
Karl-Heinz Johannes Schultz-Köln, folkbokförd Karl Heinz Johannes Schultz, född 8 mars 1921 i Köln, död 28 december 2013 i Frustuna församling, Södermanlands län, var en tysk keramiker. 
Schultz-Köln studerade vid konstindustriskolan i Köln och konstakademin i Düsseldorf och var 1950–1962 anställd vid porslinsfabriken Arabia i Helsingfors. Han verkade först som Birger Kaipiainens assistent och från 1954 som självständig konstnär vid konstavdelningen. Han formgav i viss mån brukskärl men har framför allt blivit känd för sina keramiska väggplattor med abstrakta former, i vilka han skickligt utnyttjade den keramiska teknikens möjligheter till varierad ytstruktur. Han flyttade 1962 till Spanien, där han under några år var verksam vid Porcelanas Bidasoa i Irun, varefter han flyttade till Sverige.
Han var från 1953 gift med inredningsarkitekten Marita Mörck-Schultz (1915–2009) från Finland.